# モノベンゾン
モノベンゾン(Monobenzone)、ハイドロキノンモノベンジルエーテル（monobenzyl ether of hydroquinone: 略称MBEH）とヒドロキノンのモノベンジルエーテルである。尋常性白斑の皮膚の脱色治療に用いる医薬品として使われる。1950年代に色素沈着や美白に使われたが白斑が生じることが判明し、日本では配合禁止をとり、米国では白斑が広範囲にわたる重症の白斑患者の白斑を完遂させるための唯一の適応症がある（商品名Benopuin）。

## 使用の歴史
1939年、オリバーらが皮製品製造の労働者に色素脱失が起きたことを報告し、特定の手袋に含まれたハイドロキノンモノベンジルエーテルが炎症反応を起こすことを突きとめた。
1950年代には、モノベンゾン20%濃度のクリームがBenopuinの商品名で発売される。1952年から1958年にはメラニン過剰（シミなど）の治療に使おうとされたが、不可逆的（元に戻らない）に色素脱失を起こし、塗布した部位以外の離れた部位にも起こるため商品は販売中止になった。日本でも1954年に、皮膚の色素沈着への効果が報告され化粧品会社も2%濃度の美白化粧品を発売、1957年には2か月から12か月の使用によって点状や網状の色素脱失斑が起きたことが、東京慈恵会医科大学皮膚科教室の医師らにより報告され、1957年に厚生省が化粧品への配合を禁止し医薬品としての認可もない状況が続いている。
1970年代には、身体の半分以上に白斑を生じており治療に反応しない重症の白斑患者に対して、完全に白斑を生じさせるために使用され、モノベンゾンの唯一の適応としてアメリカ食品医薬品局 (FDA) に承認された。
マイケル・ジャクソンも尋常性白斑を患っていたため、正常皮膚部をこの薬で脱色したとされている。

## 薬理
薬理作用はメラニン形成細胞からのメラニンの排出を減少させることであり、メラニン形成細胞を破壊し不可逆的な脱色を起こす。

## 医療
米国でのBenopuinは、モノベンゾン20%濃度クリーム。5%でも白斑を生じさせるための期間に差はないという症例報告がある。
皮膚に塗布して使用すると色素がぬけて白くなる。尋常性白斑患者の皮膚は、病気により脱色した部位と正常部位がまだらに混在するのが一般的であるが、白くならずに残った皮膚を脱色して皮膚の色を統一する治療に用いられる。

## 副作用
塗布部位以外の離れた部分の色素脱失や、目や毛髪で色素が薄くなることもある。
美白剤として用いられているハイドロキノンとモノベンゾンは、交差感作が報告されているため、併用は厳禁である。なお、モノベンゾンの作用機序から、肝機能に障害がある患者への使用はできない。